# Беднари (Великопольське воєводство)
Беднари (пол. Bednary, нім. Bednary, 1939-45: Tonndorf) — село в Польщі, у гміні Победзиська Познанського повіту Великопольського воєводства.
Населення — 67 осіб (2011).
У 1975-1998 роках село належало до Познанського воєводства.

## Демографія
Демографічна структура станом на 31 березня 2011 року:
|          | Загалом | Допрацездатний вік | Працездатний вік | Постпрацездатний вік |
| -------- | ------- | ------------------ | ---------------- | -------------------- |
| Чоловіки | 34      | 8                  | 23               | 3                    |
| Жінки    | 33      | 8                  | 19               | 6                    |
| Разом    | 67      | 16                 | 42               | 9                    |